# Gymnasium Eversten Oldenburg
Das Gymnasium Eversten Oldenburg (GEO) ist  Gymnasium im Stadtteil Bloherfelde der niedersächsischen Stadt Oldenburg.

## Geschichte
Das Gymnasium Eversten Oldenburg wurde 1964 als städtisches Gymnasium und Ausgründung aus der damaligen Hindenburgschule zunächst in der Innenstadt am Waffenplatz eingerichtet. Es ist das jüngste der sieben Gymnasien in Oldenburg. Der Lehrbetrieb am neuen Gymnasium als selbständige Schule wurde am 1. April 1964 mit den Klassen 5, 6, und 7 aufgenommen. Im August 1967 zog die Schule in einen Neubau in der Theodor-Heuss-Straße 7 in den Stadtteil Bloherfelde um. Im Mai 1970 wurden die ersten Abiturprüfungen abgenommen.
Die Schule ist nach dem Oldenburger Stadtteil Eversten benannt, obwohl sie im angrenzenden Stadtteil Bloherfelde liegt, wenn auch ein Großteil der Schüler aus Eversten kommt.
Eine Besonderheit des Fächerprofils ist, dass die Schule mit der Einführung der reformierten Oberstufe 1975 entschied, Sport auch als Leistungsfach und Prüfungsfach anzubieten und die Schule zu einem Lernort mit Sportschwerpunkt zu machen.

## Heute
Heute ist die Schule ein offenes Ganztagsgymnasium mit rund 938 Schülern und 90 Lehrern, an dem die Fremdsprachen Englisch, Französisch, Latein und Spanisch angeboten werden. Schulleiter ist seit 2013 Andreas Jacob.

## Bekannte Schüler
- Ralf Pröve (* 1960), Historiker und Universitätsprofessor
- Peter Tschentscher (* 1966), Arzt und Politiker (SPD), Erster Bürgermeister der Freien und Hansestadt Hamburg
- Sebastian Schipper (* 1968), Schauspieler und Filmregisseur
- Martin Hagen (* 1970), Politiker
- Clelia Sarto (* 1973), Schauspielerin und Sängerin
- Wiebke Windorf (* 1974), Kunsthistorikerin und Hochschullehrerin
- Ulf Prange (* 1975), Rechtsanwalt und Politiker (SPD), Abgeordneter im Landtag von Niedersachsen
- Timo Wopp (* 1976), Kabarettist, Moderator und Jongleur